# 紋章

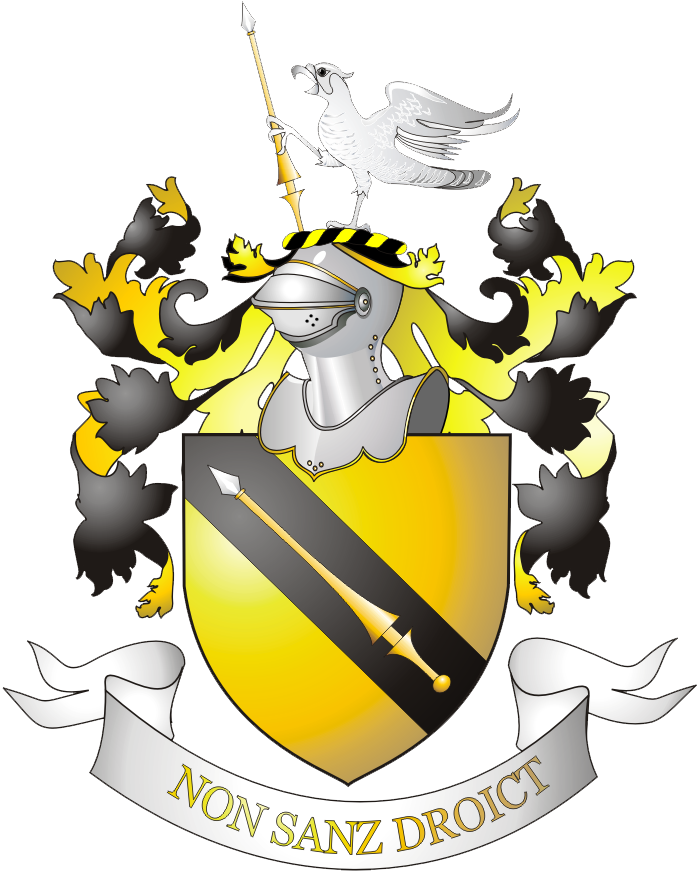
ウィリアム・シェイクスピアの紋章。カンティング・アームズ (en)（紋章保持者の名前などに掛けた洒落を紋章にしたもの）の代表例のひとつ

紋章（もんしょう、英: Coat of Arms）とは、個人および家系を始めとして、公的機関、組合（ギルド）、軍隊の部隊などの組織および団体などを識別し、特定する意匠又は図案である。ここでは、主にヨーロッパを発祥とする紋章について述べる。

## 定義

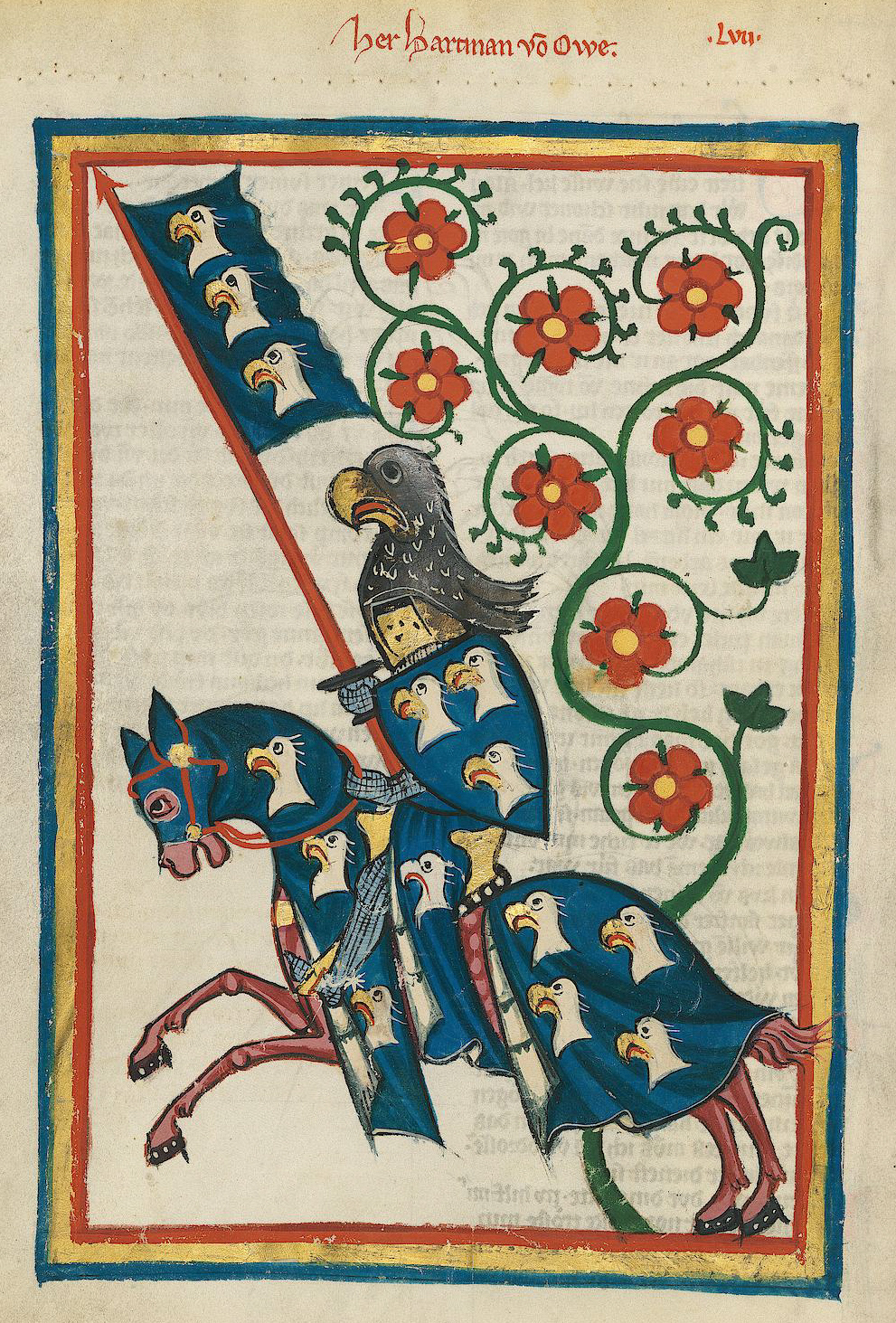
全身を紋章で飾った騎士詩人ハルトマン・フォン・アウエ (Hartmann von Aue) 。マネッセ写本より。

紋章の定義には諸説あるが、概ね紋章が持つべき最低限の要件は、個人を識別できるよう全く同じ図案の紋章が2つ以上あってはならないことと、代々継承された実績を持つ世襲的なものであることの2点である。厳密な意味では、紋章と呼べる要件を満たしているものはヨーロッパと日本にしか存在しない。それ以外のものは、いずれも「しるし」と訳される「エンブレム」や「インシグニア」と呼ばれて区別されるが、しばしば紋章と混同される。
紋章のうちヨーロッパを発祥とする西洋の紋章には、紋様が描かれた盾（エスカッシャン）を中心として様々なアクセサリーが加えられているものも多く、これらの外部要素を含めた全体を紋章と呼ぶこともある。しかし、サポーターを始めとするアクセサリーは紋章発祥から相当な期間が経過した後になってから追加されるようになったもので、厳密には紋章（コート・オブ・アームズ）とは盾のことだけを指す。紋章を意味するコート・オブ・アームズの語に武器を意味するアームズ (Arms) という言葉が含まれていることからも、紋章とは元々戦闘用の盾であったことが窺える。また、その盾の紋様がサーコート (Surcoat) と呼ばれる陣羽織やタバード (Tabard) と呼ばれる上着、乗馬の外被 (Caparison) にも描かれたことからコート (Coat) という言葉が含まれるようになった。他にも紋章は、印璽（シール）、棺や墓像に使われる他、屋敷、家具や食器などの調度品に付けることが広く行われた。
全く同じ図案の紋章が2つ以上あってはならないのは冒頭で述べた通りであるが、それは同時期の同一主権領内に限ったことであり、先代の当主が死去して長男に紋章が相続される際には新たな当主は先代のものとまったく同じ紋章を用いる。また、国王や領主などの主権が及ぶ範囲を越える場合は同一の紋章が存在してもよく、実際に複数の国にまたがって同じ紋章が存在する例は多数ある。
個人および家系を表すものは、分家や縁組などで変化していくことがあるが、ある代で突然まったく別の紋章に置き換えられたり、兄弟でまったく異なる紋章が用いられたりすることはなく、男子女子を問わず、庶子を含むすべての子孫に先代の図案が継承されていく。これが紋章が継承された実績であり、一代限りで使われなくなったものや、初代が用いた「しるし」が二代か三代にわたって用いられず、その後また一代だけ用いられたようなものは紋章とは呼ばれない。都市や学校、その他の機関、団体、組織の紋章は代替わりすることがなく、継承の実績はないように見えるが、変更しない限り永続的に用いられるものであるため、紋章と見なされている。なお、王国や帝国の国章の場合は君主個人の紋章がそのまま用いられるため、時代によって変化することがある。

## 歴史

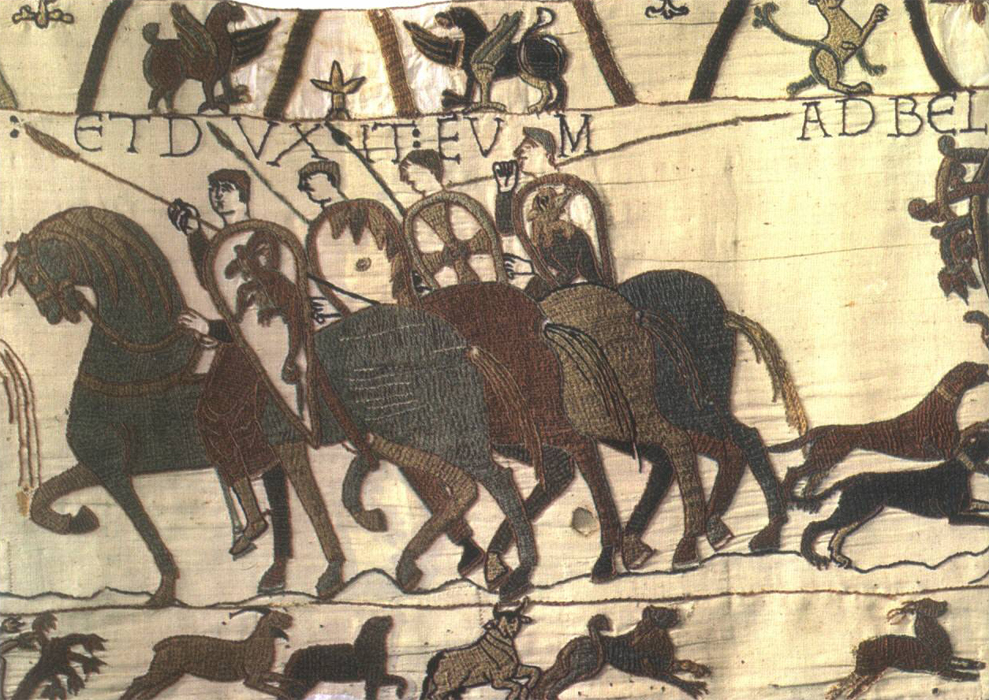
1080年から1100年頃に描かれたバイユーのタペストリーの一部。馬にまたがった騎士が「しるし」を描いた盾を持っている。

紋章の起源には数世紀にわたって多くの説が唱えられてきた。その中で長らく支持されてきたものに、古代ギリシアや古代ローマで用いられた軍事用や家系のしるしを直接の起源とする説や、紀元1000年以前のゲルマン＝スカンジナビアの抽象体系が紋章の成立に強い影響を与えたとする説、第1回十字軍で西欧人が中東に遠征した際に、イスラム世界の習慣を参考にしたとする東方起源説があった。他にも多数あったが、多くは16世紀末には否定され、支持されて残った説も紋章学者たちの研究によって19世紀末から20世紀初頭に否定されていった。現在では、ヨーロッパの各地で一種の社会現象として次々に発祥し、戦場において顎まで及ぶ鎖帷子と兜で顔を隠した個人を識別する“しるし”として、盾に紋様を描いたことが起源とされる。
全ヨーロッパで最古の紋章は、1010年に記録が残っているドイツ貴族のものであるとする説があり、紋章記述を意味するブレイゾン (Blazon) がドイツ語で「ホルンを吹き鳴らす」を意味するブラーゾン (blason) を語源とし、フランス語で「紋章学あるいは紋章」を意味するブラゾーン (Blason) を経由して英語に取り入れられたことは、ドイツの紋章が最も古い歴史を持つということを証明しうる手がかりとなる。
銘々に個人で好きな紋様を描いた盾が先に述べた2つの要件を満たした紋章となるのは、11世紀又は遅くとも12世紀中頃、あるいは11世紀から12世紀までの150年程度の間の時代とされている。
当初、紋章は王侯が用いるものであったが、後に高位の貴族が用いるようになり、13世紀中頃までに更に下位の貴族や騎士も用いるようになった。後に、紋章の使用は市民階級でもより上流の紳士にも範囲を広げ、いくつかの国では商人や一般市民、農民階級にまでも広がった。都市や騎士団などの団体も同様の形式のものを紋章として採用するようになった。また、ヨーロッパの国々のみならず、その植民地だった国にも西欧人によって持ち込まれて国章などに広く使用されている。
結果的に、紋章を持ちたい者は誰でも新たに自分の紋章を創作すれば持つことができたが、領主以外の個人の紋章は大抵、領主の紋章を基本にして各個人の変化を加えたものであった。しかし、好きに創作できるということは、紋章の原則に反して重複した紋章を多数生み出すことにもなり、誰が最も歴史ある紋章使用者であるか、つまり誰が唯一の紋章使用者であるかについて争議が起こることもあった。このような紋章の重複を見つけるために、1132年には現れていた紋章官が、ある特定の区域内に存在する紋章の調査や収集を遅くとも14世紀から始めていたことが判明している。神聖ローマ帝国では法学者バルトールスが紋章法を法体系化し権利保護も行われた。
その後、イギリスの紋章院（1484年創設）のような全ての章紋章を管理する公的機関が創設された。
このように、紋章が全ヨーロッパに急速に普及した特筆すべき理由に、1096年から1270年にかけて8回（1271年から1272年のものを1回に数えれば9回）に渡って実施された十字軍の遠征がまず挙げられ、第2回十字軍の頃には定着していた。また、12世紀頃には大変人気のあった馬上槍試合（トーナメント）という催し物で個人を明確に識別するために必要とされたことが挙げられる。

## 作成・描画

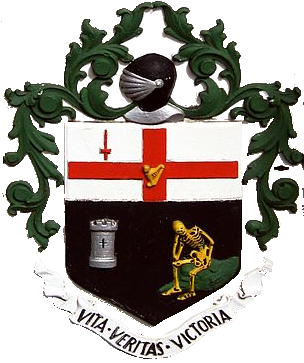
北アイルランド・ロンドンデリーの紋章。岩に腰掛けている骸骨は、比較的実物に忠実に描かれている。

紋章は、長い年月に徐々に体系化された紋章学と呼ばれる一定の規則や慣例に従って作成され、図案を表現するものではあるが幾何学的な定義よりも、もっぱら紋章記述（ブレイゾン）と呼ばれる簡潔な隠語で書かれて定義されている。戦闘用の盾を含め、何らかの媒体に描かれた紋章が失われてしまっていたとしても、紋章記述さえ残っていれば紋章の図案を復元することができる。
西洋の紋章は幾何学的に正確であることよりも認識性を重視するため、数や方向などの紋章記述の内容や、指示されていなくても守るべきと定められた暗黙の規則や慣例に反しない範囲で紋章を描く際の解釈や描画方法にはかなり自由度がある。つまり、紋章にある図形、主に具象的な対象を表現しているコモン・チャージを描く場合に、紋章記述の解釈の仕方や暗黙の規則について理解している必要はあるが、それを簡略化した幾何学的なデザインで描いたとしても、写真のように写実的なデザインで描いたとしても、それと間違いなく認識できればどのように描いても良いということである。

## 紋章の例

### ジャン1世の紋章

ジャン1世の紋章

最初の例は、ジャン1世の紋章である。盾のフィールドが4分割されており、第1クォーターと第4クォーターに赤と銀で塗り分けられたボーデュアに囲まれたフランス王家の百合の紋章、第2クォーターと第3クォーターにブルゴーニュ公を示す赤のボーデュアに囲まれた青と金のベンディ（斜め縞）が組み込まれており、中央にフランドル伯を示す金地にライオンの紋章を描いたインエスカッシャンが重ねられている。

### 英国王の紋章

英国王の紋章

次の例は、イギリス国王の紋章、すなわちイギリスの国章である。盾の両側をイングランドを象徴する獅子とスコットランドを象徴するユニコーンで支えており、盾の上のヘルメットにはクラウンが置かれ、クレストは王冠を戴いたライオンである。盾のフィールドは4分割され、第1クォーターと第4クォーターにイングランドの国章である赤地に3頭の金のライオン、第2クォーターにスコットランドの国章である金地に赤のダブル・トレッシャー・フローリー・カウンター・フローリーで囲まれた赤のライオン、第3クォーターにアイルランドの国章である青地にハープがそれぞれ描かれている。

### オーストリア・ハンガリー帝国の国章

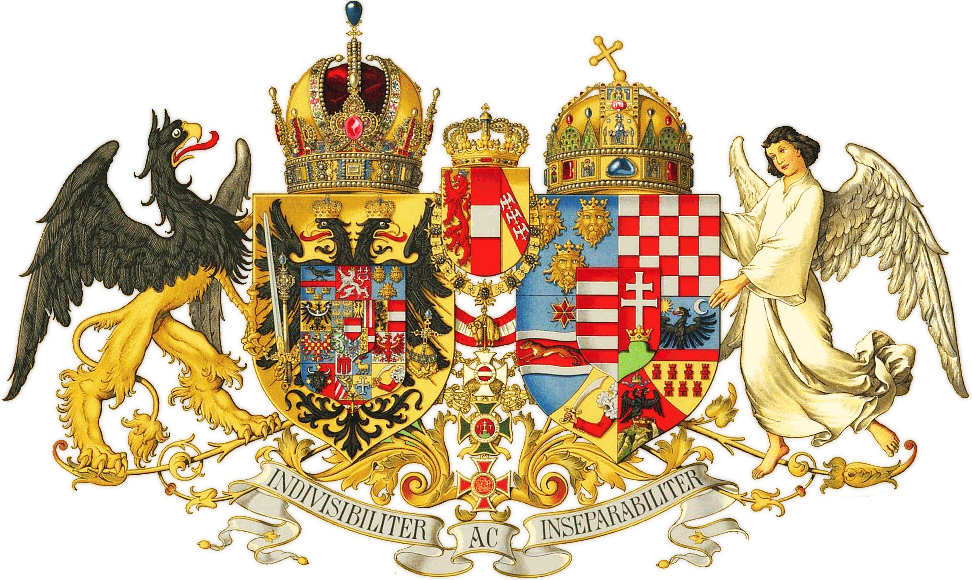
1915年のオーストリア・ハンガリー帝国の国章

最後の例は、オーストリア＝ハンガリー帝国の国章である。第一次世界大戦中に制定されたものであり、広大な領土から成る国家を示す複雑な構成となっている。オーストリア（左）とハンガリー（右）を表す2つの盾とクラウンがあり、それを支えるサポーターはオーストリアを表すグリフォン（上半身が鷲、下半身が獅子）、他方はハンガリーを表す天使であった。盾の中にはハプスブルク家の双頭の鷲の紋章を始めとして、イストリア、ガリツィア・ロドメリア、クロアチア、スラヴォニア、ダルマチア、ボスニア・ヘルツェゴビナ、ボヘミアなど多くの構成地域の紋章が組み込まれている。また、盾の間には騎士団章（勲章）が配置されている。

## 欧州の紋章

### イギリス

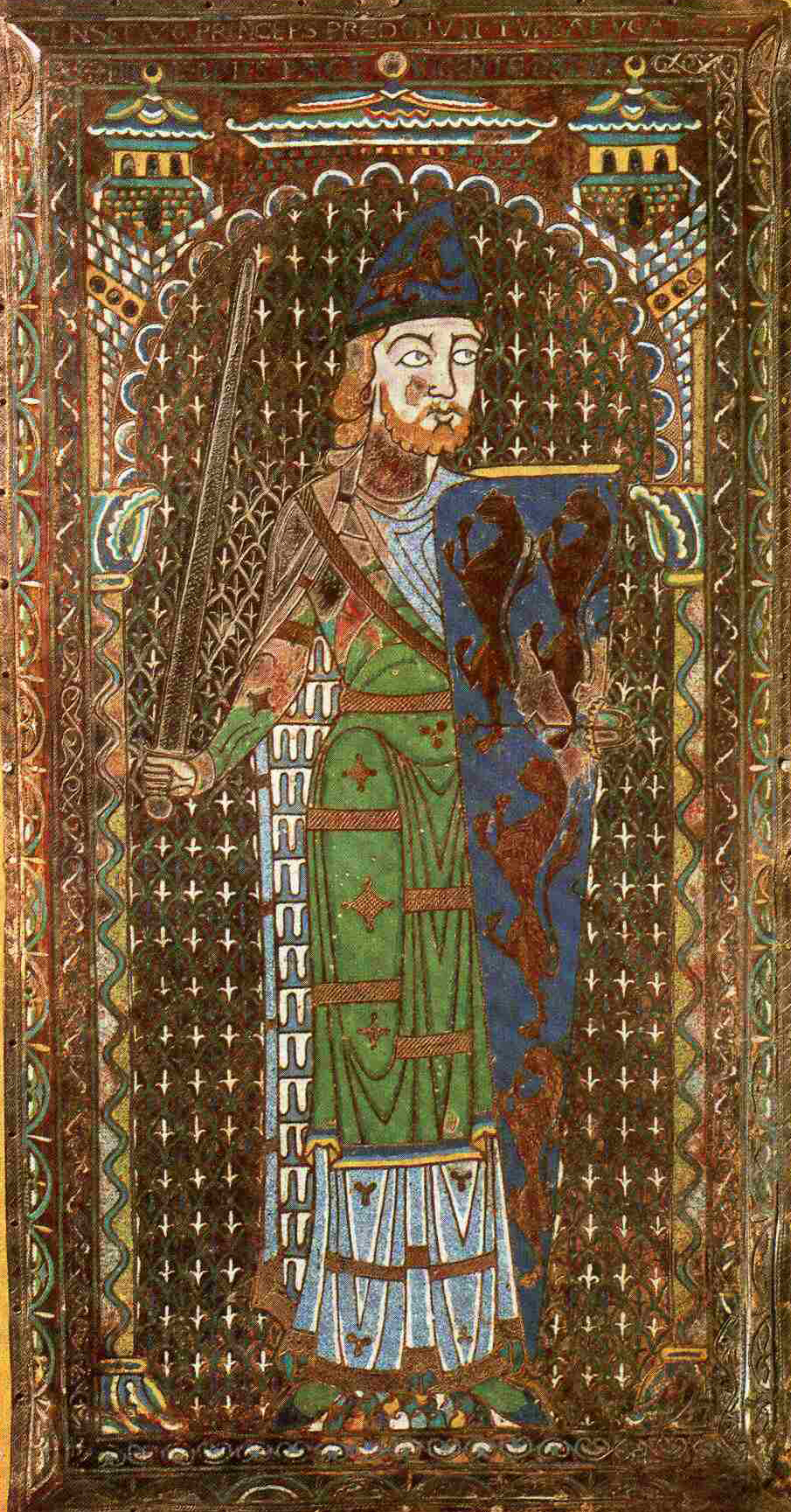
アンジュー伯ジョフロワ4世の墓板像。

イングランドにおいて現存する最古の紋章は、右に示したアンジュー伯ジョフロワ4世のものとされている。エナメル細工（七宝）でできた墓板には、6頭の金のライオンを散らした青色の盾と剣を携えたジョフロワ4世の姿が描かれている。この盾は、ジョフロワ4世の妻であるマティルダの父・イングランド王ヘンリー1世から贈られたものとされている。写真のライオンは赤色に変色しているが、金が長年にわたって酸化したものである。
ジョフロワ4世の子であり、プランタジネット朝を開いたヘンリー2世が紋章を使用したという証拠は残っていないが、更にその庶子であるソールズベリー伯ウィリアム・ロンゲペー (William Longespée) が6頭のライオンの盾を継承しており、死後ロンゲペーの娘アディラにも継承されている。ヘンリー2世で1代飛んでしまったが、これが3代にわたる紋章継承の実績となり、ウィリアム・ロンゲペーがイングランドにおける最初の紋章使用者とされている。
サクソン朝のエドワード証誓王のものとされる盾に描かれた“しるし”は、青地にクロス（十字）の周りに5羽の鳥（恐らく鳩であろうと考えられている）が描かれたものであった。これを1世紀以上も後になってからリチャード2世がその紋章に組み込んでいたが、証誓王がその“しるし”を用いていたという証拠はなく、相当に時代が飛んでいることから、この盾は紋章とは見なされていない。

## 日本の家紋
日本で紋章に当たるものは特に家紋と呼ばれる。家紋は個人を識別するものというよりは家族を識別するものであり、縁組では図案は変化せず、一家族だけでなく家系全体で同一のものを用いる。分家の場合は本家の家紋に若干の違いをつけて区別する。また、拝領紋や加増紋という形で家紋そのものが変化することがあるが、全体としては非常に稀である。西洋の紋章に描かれるアクセサリーのひとつのクレストは家族全員で同じものを使うことがあり、家紋とよく似ているため、英語では外来語としての「カモン (Kamon)」や「モン (Mon)」の他に、ジャパニーズ・クレスト (Japanese Crest) やファミリー・クレスト (Family Crest) などと呼ばれることがある。
全く同じ家紋を別の家系が用いることがないのは西洋の紋章と同様である。西洋の紋章が紋章記述という文章でその図案が定められるのに対して、家紋は緻密な幾何学的紋様として図案が定められている。そのため、ほんの僅かでも図案に違いがあれば異なる家紋と捉えられるという点が描画に比較的自由度のある西洋の紋章と異なる。このような定義方法の違いから、一見では全く同じ家紋のように見えても、家紋の名称も家紋を用いる家系も異なるということがある。とはいえ、西洋の紋章のように家紋を厳格に管理・統括する機関はなく、現代に至るまで家紋の制度が法的に保護された公的な制度としては定着していない点が日本において何を紋章とするかの定義づけを困難にしていると言える。
このように継承の実績があり、家系が異なれば家紋も異なることから日本の家紋も紋章の一種と捉えることができる。西洋の紋章とは幾つかの共通点があり、どちらも11世紀頃に発祥したものではあるものの、お互いに全く影響しあっていない。